# Skånes musiksamlingar
Skånes musiksamlingar finns på Arkivcentrum Syd i Lund och är en del av Folklivsarkivet vid Lunds universitet. Samlingarna innefattar folk-, populär- och mångkulturell musik med anknytning till Skåne och dess kulturella gränsområden. 
Samlingarna tillkom på initiativ av Kultur i Skåne, ett samarbetsorgan under dåvarande landstingen i Kristianstads län och Malmöhus län. 1980 hölls ett möte där även Malmö kommun deltog och syftet var att planera formerna för en inventering av den skånska folkmusiken. En arbetsgrupp av etnologer, musikvetare och musiker tillsattes och bara under de två första åren samlades in runt 320 timmar musik från skånska traditionsbärare. En av medarbetarna var Christer Lundh.
Lunds universitet tog ansvar för samlingarna 1991 och idag pågår insamlingsarbetet alltjämt. Det finns en tillsvidareanställd musikarkivarie, för närvarande Patrik Sandgren. Samlingarna består av musikinspelningar, intervjuer, noter, visböcker, vistexter, fonogram mm som också är sökbara i en databas. En stor del av materialet är digitaliserat. Skånes musiksamlingar har under åren bland annat samarbetat med Musikhögskolan i Malmö, Kulturen i Lund, Institutet för språk och folkminnen m.fl. i olika projekt.